# 라자 카사블랑카
라자 카사블랑카(아랍어: الرجاء الرياضي, 영어: Raja Casablanca)는 모로코 카사블랑카의 축구 클럽이다. 라자는 아랍어로 "희망"을 뜻한다.
1949년 3월 28일 모로코 민족 주의자들이 프랑스의 식민 통치에 저항하기 위한 목적으로 창단했고 창단 당시의 선수단은 모로코 청년 노동자들로 구성 되었는데 카사블랑카를 연고로 하는 축구 클럽 위다드 카사블랑카와 라이벌 관계에 있다.

## 선수 명단

### 현역
참고: FIFA 자격 규정에 따라 소속된 국가대표팀 국기를 표시합니다. 선수는 복수의 FIFA 비회원국 국적을 가지고 있을 수 있습니다.
| 번호 | 포지션 | 국적 | 이름 |
| ---- | ------ | ---- | ---- |

| 번호 | 포지션 | 국적 | 이름 |
| ---- | ------ | ---- | ---- |

## 역대 감독
| 감독              | 임기      |
| ----------------- | --------- |
| 페르난두 카브리타 | 1987~1988 |
| 페르난두 카브리타 | 1990~1991 |
| 발렌틴 이바노프   | 1992~1993 |
| 바히드 할릴호지치 | 1997~1998 |
| 앙리 미셸         | 2003~2004 |
| 앙리 스탕불리     | 2004~2005 |
| 파우지 벤자르티   | 2013~2014 |
| 자말 셀라미       | 2019~2021 |
| 마르크 빌모츠     | 2021~2022 |
| 파우지 벤자르티   | 2022      |
| 요제프 친바우어   | 2023~2004 |
| 히카르두 사 핀투  | 2024~     |

## 성적

### 모로코 국내 대회
- 보톨라: 우승 12회 (1988, 1996, 1997, 1998, 1999, 2000, 2001, 2004, 2009, 2011, 2013, 2020), 준우승 8회(1960, 1966, 1986, 1991, 1993, 2003, 2005, 2010)
- 쿠프 뒤 트롱: 우승 7회 (1974, 1977, 1982, 1996, 2002, 2005, 2012), 준우승 5회(1965, 1968, 1983, 1992, 2013)

### 국제 대회
- CAF 챔피언스리그: 우승 3회 (1989, 1997, 1999), 준우승 1회 (2002)
- CAF 컵: 우승 1회 (2003)
- CAF 슈퍼컵: 우승 1회 (2000), 준우승 1회 (1998)
- 아프로 아시안 클럽 챔피언십: 우승 1회 (1999)
- 아랍 챔피언스리그: 우승 1회 (2006), 준우승 1회 (1996)
- FIFA 클럽 월드컵: 준우승 1회 (2013)